# Świda (potok)
Świda (Jamnica) – potok górsko-wyżynny w Sudetach Wschodnich, w Górach Złotych i Obniżeniu Otmuchowskim w woj. dolnośląskim..
Potok bierze swój początek w Jarze Złotego Osła w południowej części Złotego Stoku, przepływa wzdłuż miasta, Kolonii Żeromskiego, Płonicy i Sosnowej. Swoje ujście ma w Nysie Kłodzkiej przy wjeździe do Kamieńca Ząbkowickiego.
Oprócz podstawowej nazwy wymieniona jest oboczna „Jamnica”. Tak jest on określany również w lokalnych dokumentach.